# Raman Jaya
Raman Jaya is een bestuurslaag in het regentschap Ogan Komering Ulu van de provincie Zuid-Sumatra, Indonesië. Raman Jaya telt 1488 inwoners (volkstelling 2010).